# Transylvania (jeu vidéo)
Pour les articles homonymes, voir Transylvania.
Transylvania est un jeu vidéo d’aventure développé par Antonio Antiochia et publié par Penguin Software en 1982 sur Apple II avant d’être porté sur Atari 8-bit, Atari ST, Commodore 64 et Macintosh. Le joueur est chargé par le roi John le bon de retrouver sa fille, la princesse Sabrina, qui a été enlevé par un vampire,. Pour cela, il doit explorer le royaume de Wallachia dans lequel il est amené à croiser de nombreuses créatures dont des loups garous, des gobelins, des sorcières, des chats noirs, des hiboux, des rats, des chiens errants et des chauves-souris,. Si certaines restent passives, d’autres se montrent agressives et peuvent obliger le joueur à les combattre. Pour accomplir sa mission, le joueur doit d’abord vaincre le vampire avant de retrouver puis de libérer la princesse. Il dispose pour cela d’un temps limité. Les graphismes du jeu ont été dessinés à l’aide du logiciel graphique Graphics Magician (en) de Mark Peczarski, le fondateur de Penguin Software.
Le jeu bénéficie de deux suites : The Crimson Crown (1985), et Transylvania III: Vanquish The Night (1989).